# Koszmosz–573
A Koszmosz–573 (oroszul: Космос–573) a szovjet Szojuz 7K–T űrhajónak személyzettel végrehajtott repülés előtti utolsó személyzet nélküli tesztrepülése volt.

## Küldetés
Az emberes űrrepülés folytatása előtti utolsó próbarepülés végrehajtása. Gyakorolták az automatikus irányítást, az újszerű manőverező képességet (stabilitás, helyzetmeghatározás, pályaváltoztatás). A két nap alatt automatikus vezérlési módon gazdasági, csillagászati, meteorológiai, földkutatási, halászati és biológiai megfigyeléseket végeztek.

## Jellemzői
A Központi tervező iroda CKBEM <= Центральное конструкторское бюро экспериментального машиностроения (ЦКБЕМ)> (OKB-1 <= ОКБ-1>, most OAO RKK Energiya im. SP Korolev <= ОАО РКК Энергия им. С. П. Королёва> – Központi Kísérleti Gépgyártási Tervezőiroda) tervezte. Az űrhajót kis átalakítással emberes programra, teherszállításra és mentésre (leszállásra) tervezték.
1973. június 15-én a Bajkonuri űrrepülőtér indítóállomásról  Szojuz hordozórakétával (11A511) juttatták Föld körüli, közeli pályára. Az orbitális egység pályája 89,5 perces, 51,6 fokos hajlásszögű, az elliptikus pálya perigeuma 192 kilométer, apogeuma 309 kilométer volt. Hasznos tömege 6570 kilogramm. Összesen 2 napot töltött a világűrben.
Június 17-én kétnapos szolgálat után, földi parancsra belépett a légkörbe és hagyományos módon – ejtőernyős leereszkedés – visszatért a Földre.
Kialakították (fel- és leszálláskor) a szkafanderek önálló funkcióit, függetlenítve a parancsnoki egységtől. A szkafander a világűrben tárolóhelyen van rögzítve. Leszerelték a napelem-szárnyakat, megnövelt teljesítményű akkumulátorok szolgáltatták az energiát. Az űrhajó napelemek nélkül, kémiai akkumulátorokkal 14 napos program végrehajtására volt alkalmas. A berepülés sikeres volt, folytatódhatott az űrállomás-program.